# Strada 14 (Bolivia)
La strada 14 (Ruta 14 in spagnolo) è una strada statale boliviana che dalla frontiera argentina presso la città di Villazón, attraversa l'est del dipartimento di Potosí sino all'intersezione con la Strada 1, a 40 km a sud di Potosí. Oltrefrontiera prosegue come strada nazionale 9.